# 辽河粘体虫
辽河粘体虫（学名：Myxosoma liaohoensis）为粘体科粘体虫属的动物。在中国，分布于辽宁等，营寄生生活，寄生在鲢的脾。